# Сааринен, Элиэль
Го́ттлиб Э́лиэль Са́аринен (фин. Gottlieb Eliel Saarinen; 20 августа 1873, Рантасалми, Великое Княжество Финляндское, Российская империя — 1 июля 1950, Блумфилд-Хилс, штат Мичиган, США) — финский архитектор и дизайнер, основатель стиля модерн и «национального романтизма») в финской архитектуре. Кавалер Золотой медали Американского института архитектуры (1947).

## Жизнь
Часть детства провел в деревне Шпаньково под Гатчиной, Санкт-Петербургская губерния, где настоятелем лютеранского прихода служил его отец, Юха Сааринен (1846—1920). Мать — Селма Сааринен (1845—1914, урождённая Бромс), шведка по происхождению. Семья будущего архитектора была из среднего класса, многие её члены (в том числе Элиэль) имели музыкальные способности. Сааринены говорили на финском, русском, немецком и французском языках. У Элиэля был младший брат Эйнар и две сестры, Сивиа и Хельми.
Учился в Гатчинской прогимназии, а после — в лицее в Выборге и реальной школе в Тампере. Учился Сааринен вполне успешно, увлекался акварелью. В 1893—1897 учился в Гельсингфорсе  в Университете (живописи) и в Политехническом институте (архитектуре). Одним из его преподавателей был архитектор Нюстрём. С одним из лидеров национального романтизма в Финляндии, Ларсом Сонком, Сааринен учился в одном институте практически в одно и то же время, однако они не были близко знакомы.
С 1903 по 1923 годы жил на собственной вилле Виттреск (Hvitträsk) под Хельсинки, первоначально вместе со своими компаньонами по архитектурному бюро — Армасом Линдгреном и Германом Гезеллиусом. Дважды был женат. С первой женой, Матильдой Гульден, он поженился в 1899 году в Выборге. Второй раз женился в 1904 году на сестре Гезеллиуса — Луизе (1879—1968, в домашнем кругу — Лойе). Двое детей от этого брака — дочь Эва-Лиза (Пипса) и сын Ээро, впоследствии выдающийся американский архитектор.

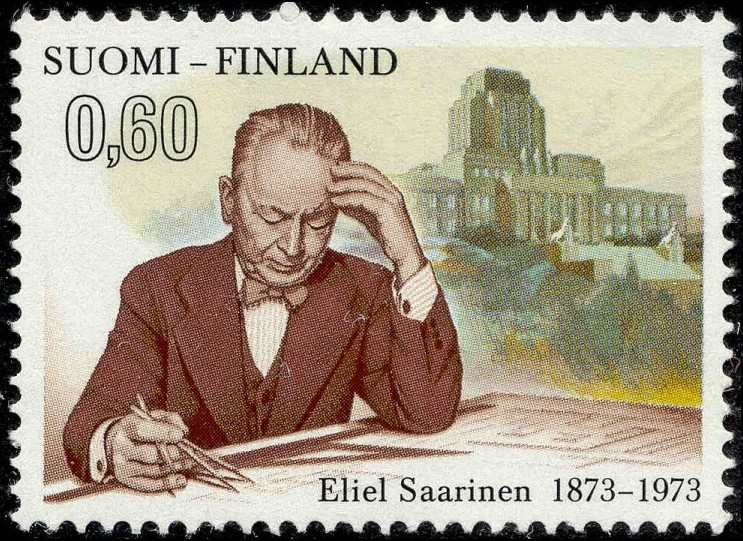
Г. Э. Сааринен на почтовой марке Финляндии, 1973 г

В 1923 году эмигрировал с семьей в США. Большую часть времени там прожил на территории возглавляемой им Академии искусств Кранбрук (Cranbrook), Блумфилд-Хиллс (Bloomfield-hills), штат Мичиган. Прах Сааринена был перенесен и захоронен в Финляндии, в Виттреске.

## Творчество

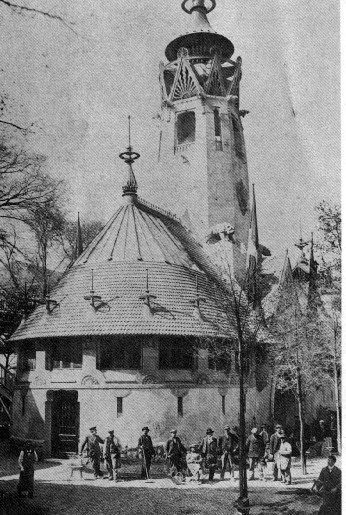
Павильон Финляндии на Всемирной выставке в Париже, 1900 г.

Во время учёбы познакомился с Армасом Линдгреном и с Германом Гезеллиусом, с которыми на последнем курсе в декабре 1896 году организовал архитектурное бюро Gesellius-Lindgren-Saarinen. Вскоре финские архитекторы приобрели международный успех после демонстрации павильона Финляндии на Всемирной выставке в Париже 1900 года. Среди прочих построек на выставке, произведение финских архитекторов стало ярким манифестом новой архитектуры. Соединение идей европейского модерна, интернациональной архитектуры национального романтизма и национальной архитектурной традиции привело к формированию нового явления, ставшего магистральным в Финляндии. В этот период зодчие строят ряд многоквартирных домов в финской столице и роскошные виллы под Гельсингфорсом и Выборгом. Рисунки интерьеров всех троих членов объединения публиковались в журналах, а также экспонировались на выставках. Соединение архитектуры, исторического орнамента и дизайна интерьеров сделало эти постройки комплексными произведениями искусства. В собственной вилле Виттреск компаньоны жили и работали вместе до прекращения сотрудничества в 1905 году, когда из состава бюро вышел Армас Линдгрен (он стал преподавать в Политехническом институте).
Следующим этапным произведением Сааринена стало здание вокзала в Гельсингфорсе. Первоначальный конкурсный проект, подчинённый принципам национального романтизма, был переработан к 1910 году. Новый проект соединил в себе строгую монументальность с формами модерна. Постройка вокзала стала программным образцом зарождавшегося стиля арт-деко. Вокзал в Выборге, проекты ратуш для городов Финляндии и церковь св. Павла в Тарту стали продолжением этой линии. До 1907 года Сааринен продолжал сотрудничество с Германом Гезеллиусом, после работал самостоятельно. В этот же период Сааринен пробует себя в области градостроительства, выполняя проекты планировки Будапешта, Канберры, Таллина и районов Хельсинки. Неосуществленные в своё время градостроительные проекты Сааринена (особенно проект «Большой Гельсингфорс», 1915—18, основанный на принципе рассредоточения городской структуры) оказали значительное влияние на теорию и практику градостроительства в Финляндии и скандинавских странах после 2-й мировой войны 1939—45.
В этот период Сааринен являлся членом Петербургской академии художеств и общества «Мир искусства». Сааринен поддерживал дружеские отношения с Дягилевым, Грабарём, Андреевым, Рерихом, Горьким.
В 1922 году Сааринен, наряду с такими известными европейскими архитекторами как Адольф Лоос и Вальтер Гропиус, направил проект в США на конкурс главного офиса газеты Chicago Tribune в Чикаго. Первую премию получил неоготический небоскреб американца Раймонда Худа, проект Сааринена занял второе место. Однако, влияние этой работы на развитие американской высотной архитектуры оказалось гораздо шире. Соединение готической вертикальной ребристости фасадов и ступенчатой формы здания, подобной силуэту ацтекских пирамид, определило облик американских небоскребов в стиле ар-деко на ближайшее десятилетие. Более 40 башен в стиле, заданном Саариненом, было возведено в США на рубеже 1920-х-30-х, в том числе Gulf Building в Хьюстоне. На волне интереса к своей персоне в 1923 году Сааринен с семьей эмигрировал в США, где занял должность профессора в Университете штата Мичиган. В 1924 году издатель и филантроп Джоржд Бут (George Booth) пригласил Сааринена основать и возглавить художественную академию Кранбрук (Cranbrook). Последующие годы энергия Сааринена как президента академии и главы архитектурного отделения была направлена на организационную и преподавательскую деятельность, а также строительство на её территории. В эти годы Сааринен продолжает работать и как дизайнер, создавая интерьеры своих построек, в частности для собственного дома на территории Академии. В американский период Сааринен написал две книги — «Город, его рост, его распад, его будущее» (1943) и «Поиски формы» (1948).
В конце 30-х и 40-е годы Элиэль Сааринен возвращается к коммерческому конкурсному и практическому проектированию, теперь уже в союзе со своим сыном Ээро и женой Луизой (Лойя) в качестве дизайнера. Они создают ряд общественных зданий в интернациональном стиле в разных городах США. Последней работой, в которой принял участие Элиэль Сааринен стало проектирование масштабного выставочного центра General Motors в Детройте, по сути уже самостоятельного произведения Ээро Сааринена.
Музеями, посвященными Элиэлю Сааринену, сегодня являются вилла Виттреск (Hvitträsk) в Кирконумми (Финляндия) и дом-музей в Кранбруке (Cranbrook).

## Постройки

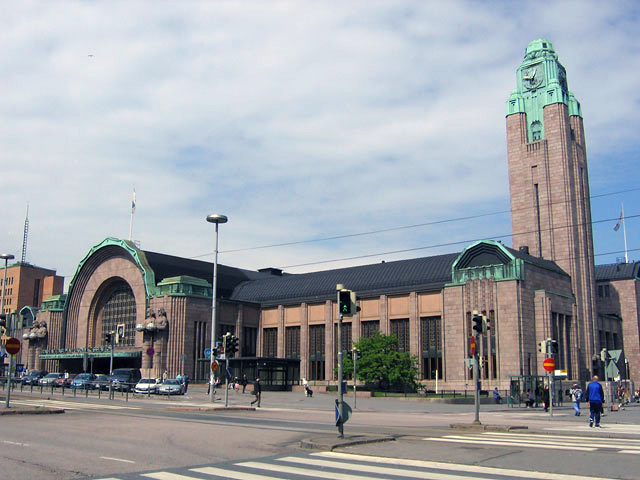
Здание вокзала в Хельсинки

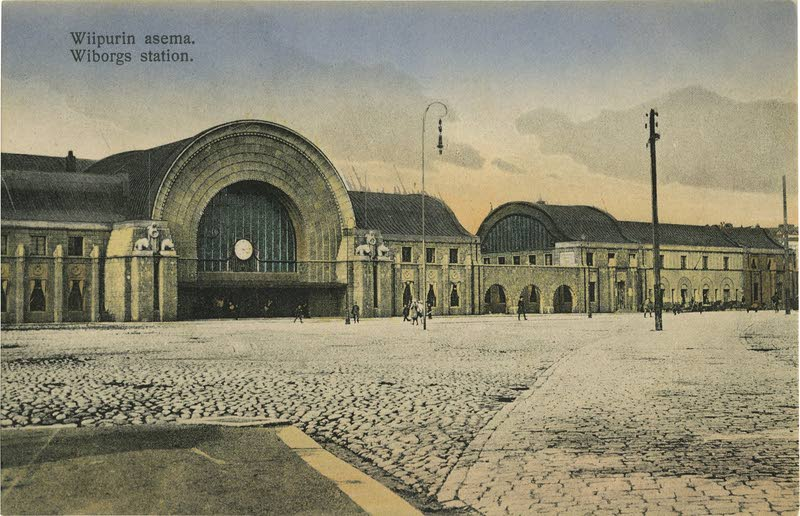
Старое здание выборгского вокзала

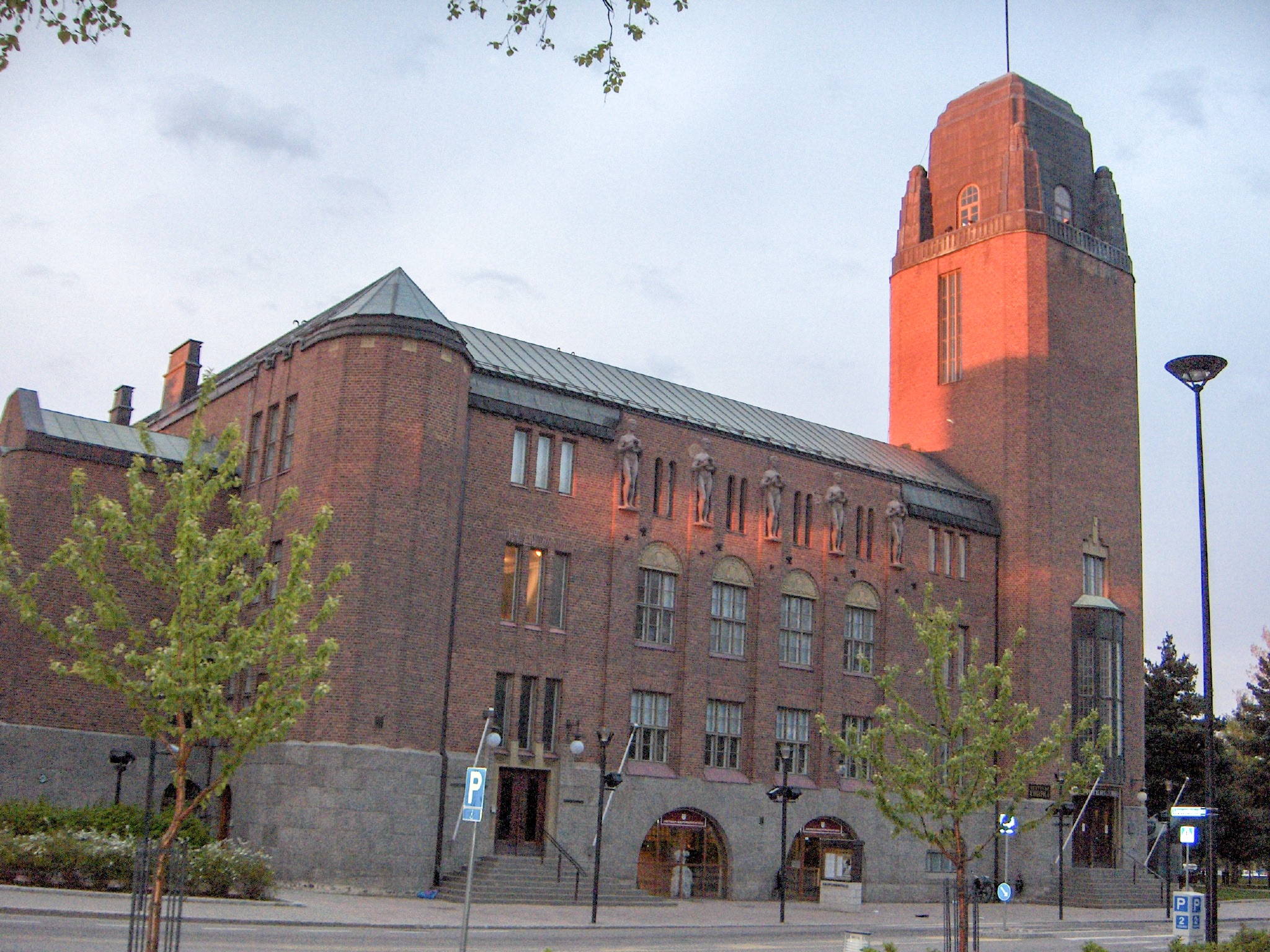
Ратуша в Йоэнсуу.

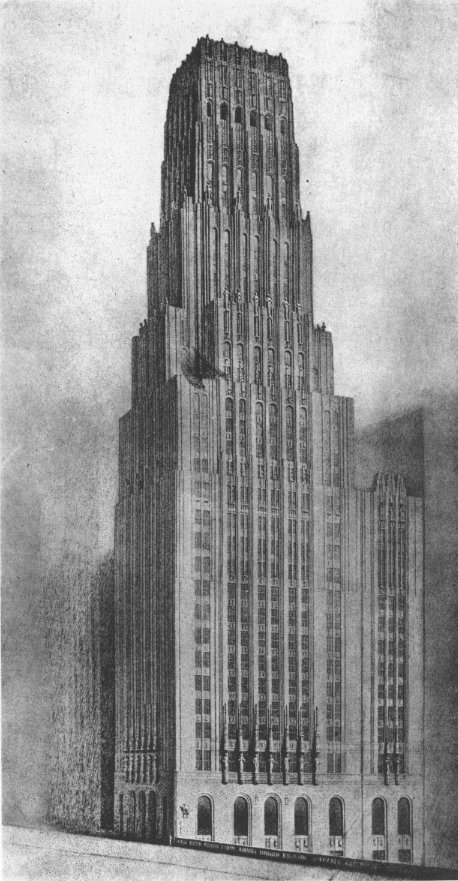
Конкурсный проект офиса газеты Chicago Tribune

В составе архитектурного бюро Gesellius-Lindgren-Saarinen:
- Дом Тальберга, 1897—1898, Хельсинки
- Усадьба Г. фан Гильзе ван дер Пальса в Палониеми (Paloniemi), 1898. Уничтожена пожаром в 1950 году
- Павильон Финляндии на Всемирной выставке в Париже, 1898—1900
- Здание страхового общества Pohjola, 1899—1901, Хельсинки
- Дом врачей, 1900—1901, Хельсинки
- Вилла «Виттреск» (Hvitträsk), 1901—1903, Киркконумми
- Вилла «Витторп» (Hvittorp), 1902, Киркконумми
- Дом «Олофсборг» (Olofsborg), 1902—1903, Хельсинки
- Дом Эол (Eol), 1902—1903, Хельсинки
- Усадьба Суур-Мерийоки (Suur-Merijoki) под Выборгом, 1902—1904. Разрушена в военное время
- Народный дом Карла Лютера, 1902—1904, Таллин
- Национальный музей Финляндии, 1902—1910, Хельсинки
- Дом Леандера, 1903—1905, Сортавала. Незначительная перестройка в 1935 году по проекту Ларса Сонка

Самостоятельные работы:
- Концертный зал г. Котка, 1907. Совместно с Г. Гезеллиусом
- Жилой дом на Fredrikinkatu 18, 1907, Хельсинки. Совместно с Г. Гезеллиусом
- Центральный вокзал Хельсинки, 1909—1914. Совместно с Г. Гезеллиусом и А. Линдгреном. Скульптор Э. Викстрем.
- Железнодорожный вокзал Выборга, 1910—1913. Совместно с Г. Гезеллиусом. Взорван Красной армией при отступлении в 1941 году. Сохранился багажный корпус и две гранитные скульптуры медведей с фасада здания, одна из которых включена в фонтанную композицию, а другая установлена в качестве садово-парковой скульптуры.
- Дача Винтера, 1909, Сортавала
- Городская ратуша в Лахти, 1911
- Здание Общества взаимного кредита, 1911—1912, Таллин
- Церковь Св. Павла, 1913—1917, Тарту
- Городская ратуша в Йоэнсуу, 1914
- «Мраморный дворец», 1918, Хельсинки
- Пансион Мунккиниеми, 1918, Мунккиниеми, Хельсинки
- Деловое здание на Keskuskatu 1b, 1920, Хельсинки

Постройки в США:
- Административное здание, школа для мальчиков, школа для девочек, музей и библиотека, научный институт, собственный дом и другие постройки на территории Академии искусств Кранбрук (Cranbrook), 1925—1945, Блумфилд-Хиллс (Bloomfield-hills), штат Мичиган
- Концертный зал Клейнханс (Kleinhans Music Hall), 1938—1940, Буффало, штат Нью-Йорк. Совместно с Ээро Саариненом
- Школа «Кроу-Айленд» (Crow Island), 1938—1940, Виннетка, штат Иллинойс. Совместно с Ээро Саариненом и др.
- Церковь в Коламбусе, штат Индиана, 1942. Совместно с Ээро Саариненом
- Лютеранская церковь Христа, Миннеаполис, штат Миннесота, 1949. Совместно с Ээро Саариненом
- Технический центр General Motors, Детройт, штат Мичиган, 1948—1956. Участие, автор — Ээро Сааринен

Нереализованные проекты:
- Конкурсный проект Дворца Мира в Гааге, 1906
- Конкурсный проект здания парламента Финляндии, 1908
- Ратуша в г. Турку, 1911
- План реконструкции Будапешта, 1911 (в рамках магистерской диссертации)
- Конкурсный проект генерального плана Канберры, 1912 (занял второе место)
- Конкурсный проект «Большой Таллин», 1913 (современный таллинский район Ласнамяэ)
- Дом общества Калевалы в Хельсинки, 1921
- Конкурсный проект офиса газеты Chicago Tribune в Чикаго, 1922, 2-я премия. Здание Gulf Building в Хьюстоне, завершенное в 1929 году, за исключением пропорций повторяет проект Сааринена